# Lycée Janson de Sailly
Il Lycée Janson de Sailly (Liceo Janson de Sailly), è il più grande college di Parigi e uno dei più prestigiosi d'Europa, con 3.290 studenti e 624 professionisti nell'anno accademico 2014-2015. È anche una delle scuole con il maggior numero di studenti delle scuole superiori in Francia con 1.245 studenti suddivisi in 30 classi.
L'edificio si trova nel XVI arrondissement di Parigi.

## Personalità del liceo

### Ex insegnanti
Émile Faguet, Stéphane Mallarmé in francese, François Crouzet nella storia, Étienne Wallon e Georges Guinier nella fisica

### Vecchi studenti

#### Prima della seconda guerra mondiale
Edgar Faure, Maurice Schumann, Alain Decaux, Claude Lévi-Strauss, Roland Garros, Jean Gabin, Jean Marais, Pierre Daninos, Michel Déon, Julien Green, Henry de Montherlant, Sacha Guitry, Ray Ventura, Raoul Diagne.

#### Dopo la seconda guerra mondiale
Personalità politiche : Robert Badinter, Jean-Louis Borloo, Élisabeth Borne, Laurent Fabius, Valéry Giscard d'Estaing, Lionel Jospin…
Personalità del mondo degli affari : Serge Dassault, Vincent Bolloré, Robert Louis-Dreyfus, Luc Oursel, Didier Pineau-Valencienne, Ernest-Antoine Seillière, Romain Zaleski, Éric de Rothschild, Jean-Paul Gut, Gérard Brémond, Bruno Ledoux…
Giornalisti: Pierre Assouline, Axel Brücker e Philippe Bouvard.
Personalità nel campo delle arti: i cantanti Richard Anthony e Carla Bruni-Sarkozy, gli scrittori Emmanuel Carrère, Philippe Labro, Régis Debray, i registi Gérard Oury, Georges Lautner e Marc Allégret, gli attori Philippe Noiret, Jean Piat e Richard Berry.